# Eilica
Eilica là một chi nhện trong họ Gnaphosidae.